# French conneXion
Pour les articles homonymes, voir French Connection (homonymie).
 Pour plus de détails, voir Fiche technique et Distribution
French conneXion est un film pornographique français, réalisé par Hervé Bodilis et sorti en DVD en 2007.

## Synopsis
Impitoyable patron d'un gang international de drogue qui opère en France par l'intermédiaire de Ian, dit le Français, Sacha Borovitch nargue la police qui le traque. Lui-même drogué, imprévisible et même dangereux pour son entourage, il a une faiblesse : son goût immodéré pour le sexe et les femmes dont il fait une consommation effrénée. Profitant de cette particularité, la brigade anti-gang de Tony va tenter d'infiltrer la bande grâce aux talents de son meilleur agent féminin, Katsuni, et de Yasmine, une débutante. Se faisant passer pour des call-girls de luxe, les deux filles, plus désirables et ardentes que jamais, usent généreusement de leurs charmes pour distraire l'attention du gangster et se livrer à un espionnage en règle.

## Fiche technique
- Titre : France connexion
- Réalisateur : Hervé Bodilis
- Directeur de production :
- Directeur photo :
- Musique :
- Production et distribution: Marc Dorcel
- Durée :
- Date de sortie : 2007
- Pays :  France
- Genre : Pornographique
- Interdit aux moins de 18 ans

## Distribution
- Katsuni
- Ian Scott
- Jane Darling
- Jessica Fiorentino
- Yasmine
- Stacy Silver
- Julie Silver
- Lauro Giotto
- Suzie Diamond
- Tony Carrera
- Zafira
- Bob Terminator
- Kathy Anderson
- Lydia Saint Martin
- Judith Fox
- Sarah Twain
- Katalin

## Distinctions
- Festival international de cinéma érotique de Barcelone 2007 : prix de la meilleure actrice pour Katsuni[1],[2]
- Festival international de l'érotisme de Bruxelles 2008 : X Award du meilleur DVD[3]